# Urteil des Salomon (Poussin)

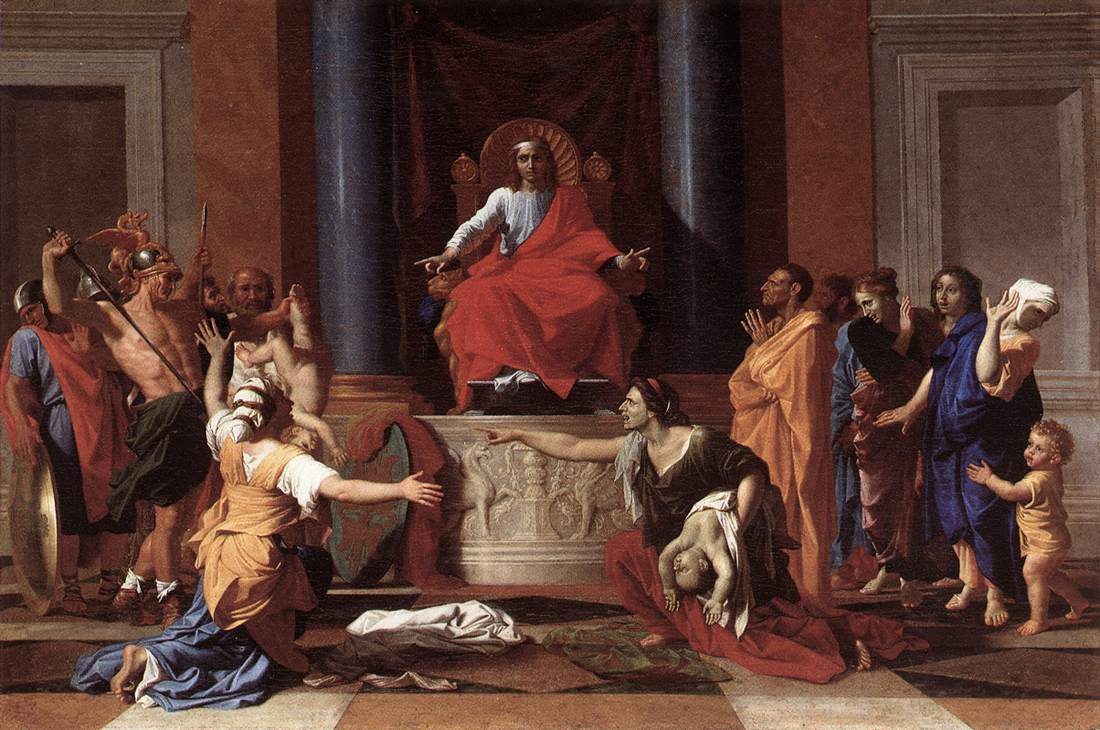
Nicolas Poussin: Das Urteil des Salomon, Louvre, Paris

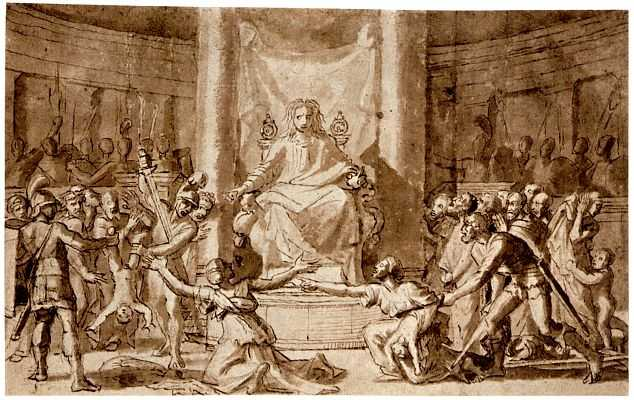
Nicolas Poussin: Studie zum Gemälde, Louvre, Paris

Das Urteil des Salomon ist der Titel eines Gemäldes von Nicolas Poussin, das dieser 1649 vollendet hat und das von ihm selbst als ein Meisterwerk angesehen wurde.
Das Bild ist die Fassung eines biblischen Themas, das in der abendländischen Kunst und Literatur mehrmals behandelt worden ist.
Das Urteil des Salomo diente bei der Ausstattung von profanen Bauten als Exemplum für die Herrschertugenden Gerechtigkeit und Weisheit. Im Zuge dieser Bildrhetorik malte Raffael in den Deckenfresken der Stanzen das Urteil des Salomon zwischen die allegorischen Figuren von Justitia und Philosophie, d. h. zwischen Gerechtigkeit und Weisheit. Auch in der Komposition dieses Bildes ist Poussin, wie bei vielen seiner Historienbilder, dem Beispiel Raffaels gefolgt.
Thema des Bildes ist der Streit zweier Frauen um ein Kind, das beide als das ihre beanspruchen. Eine der beiden versucht, ihr eigenes im Schlaf erdrücktes Kind der anderen unterzuschieben und sich deren Kind anzueignen. Die beiden Frauen rufen König Salomon als Richter an, der den Streit mit einem Urteil schlichtet, das als salomonisches Urteil zu einem geflügelten Wort besonders in Rechtsfällen geworden ist. Poussins Bild erfasst den Augenblick der Handlung, der nach den Regeln der griechischen Tragödie im Zuschauer die Katharsis auslöst, indem in ihm Furcht und Mitleid erweckt wird.
Gemalt wurde das Bild für Poussins Pariser Mäzen, den Bankier Jean Pointel. Nach der Auflösung von Pointels Sammlung gelangte es in die Gemäldesammlung Ludwigs XIV. Zu dem Bild existieren im Louvre vorbereitende Skizzen, darunter die abgebildete Zeichnung, in der Poussin die Komposition des Bildes festgelegt hat. In verschiedenen wesentlichen Details weicht die endgültige Ausführung als Ölgemälde von dieser Zeichnung ab.

## Die Textquelle in der Bibel
Der Text, auf den sich Poussin in seinem Bild bezieht, stammt aus dem ersten Buch der Könige des alten Testaments (1 Kön 3,16-28) und lautet in der Einheitsübersetzung der Bibel wie folgt:
Damals kamen zwei Dirnen und traten vor den König. Die eine sagte: „Bitte, Herr, ich und diese Frau wohnen im gleichen Haus, und ich habe dort in ihrem Beisein geboren. Am dritten Tag nach meiner Niederkunft gebar auch diese Frau. Wir waren beisammen; kein Fremder war bei uns im Haus, nur wir beide waren dort. Nun starb der Sohn dieser Frau während der Nacht; denn sie hatte ihn im Schlaf erdrückt. Sie stand mitten in der Nacht auf, nahm mir mein Kind weg, während ich schlief, und legte es an ihre Seite. Ihr totes Kind aber legte sie an meine Seite. Als ich am Morgen aufstand, um mein Kind zu stillen, war es tot. Als ich es aber am Morgen genau ansah, war es nicht mein Kind, das ich geboren hatte.“ Da rief die andere Frau: „Nein, mein Kind lebt, und dein Kind ist tot.“ Doch die erste entgegnete:„Nein, dein Kind ist tot, und mein Kind lebt.“ So stritten sie vor dem König. Da begann der König: „Diese sagt: 'Mein Kind lebt, und dein Kind ist tot!' und jene sagt: 'Nein, dein Kind ist tot, und mein Kind lebt.'“ Und der König fuhr fort: „Holt mir ein Schwert!“ Man brachte es vor den König. Nun entschied er: „Schneidet das lebende Kind entzwei, und gebt eine Hälfte der einen und eine Hälfte der anderen!“ Doch nun bat die Mutter des lebenden Kindes den König - es regte sich nämlich in ihr die mütterliche Liebe zu ihrem Kind: „Bitte, Herr, gebt ihr das lebende Kind, und tötet es nicht!“ Doch die andere rief: „Es soll weder mir noch dir gehören. Zerteilt es!“ Da befahl der König: „Gebt jener das lebende Kind, und tötet es nicht; denn sie ist seine Mutter.“ Ganz Israel hörte von dem Urteil, das der König gefällt hatte, und sie schauten mit Ehrfurcht zu ihm auf; denn sie erkannten, dass die Weisheit Gottes in ihm war, wenn er Recht sprach.

## Bildbeschreibung
In der Mittelachse des Bildes thront König Salomon auf einem schlichten Armsessel, dessen Kopfteil Salomons Kopf wie ein Strahlenkranz umgibt. Der Thron steht auf einem hohen antikisierenden Sockel aus hellem Marmor, der mit Reliefs von Fabeltieren geschmückt ist. Flankiert wird der Thron von zwei mächtigen dunkelblauen Marmorsäulen, die auf hohen Postamenten aufgesockelt sind.
Zu beiden Seiten des Thrones stehen sich jeweils die an der Verhandlung Beteiligten gegenüber: Auf der rechten Seite die Mutter des toten Kindes, ihr todbleiches Kind wie einen Sack unter dem Arm, mit ausgestrecktem Arm anklagend und zornig auf die zweite Frau zeigend. Hinter ihr beobachtet eine Gruppe von Zuschauern die Szene. Auf unterschiedlichste Weise zeigen sie Mitgefühl und Anteilnahme. Eine der Zuschauerinnen ist vor Entsetzen wie starr, ihr Kind drückt sich ängstlich an sie. Eine weitere wendet sich schaudernd mit abwehrender Geste von dem Geschehen ab, während ein Mann offenbar schon Salomons Urteil begriffen hat und die Hände dankbar faltet.
Auf der gegenüberliegenden Seite beobachtet Salomons Gefolge die dramatische Szene, als einer der Soldaten gerade das Schwert zieht, um das lebende Kind, das er an einem Bein festhält, zu zerteilen, während die Mutter mit ausgebreiteten Armen versucht, das Kind vor dem Henker zu schützen.

## Komposition

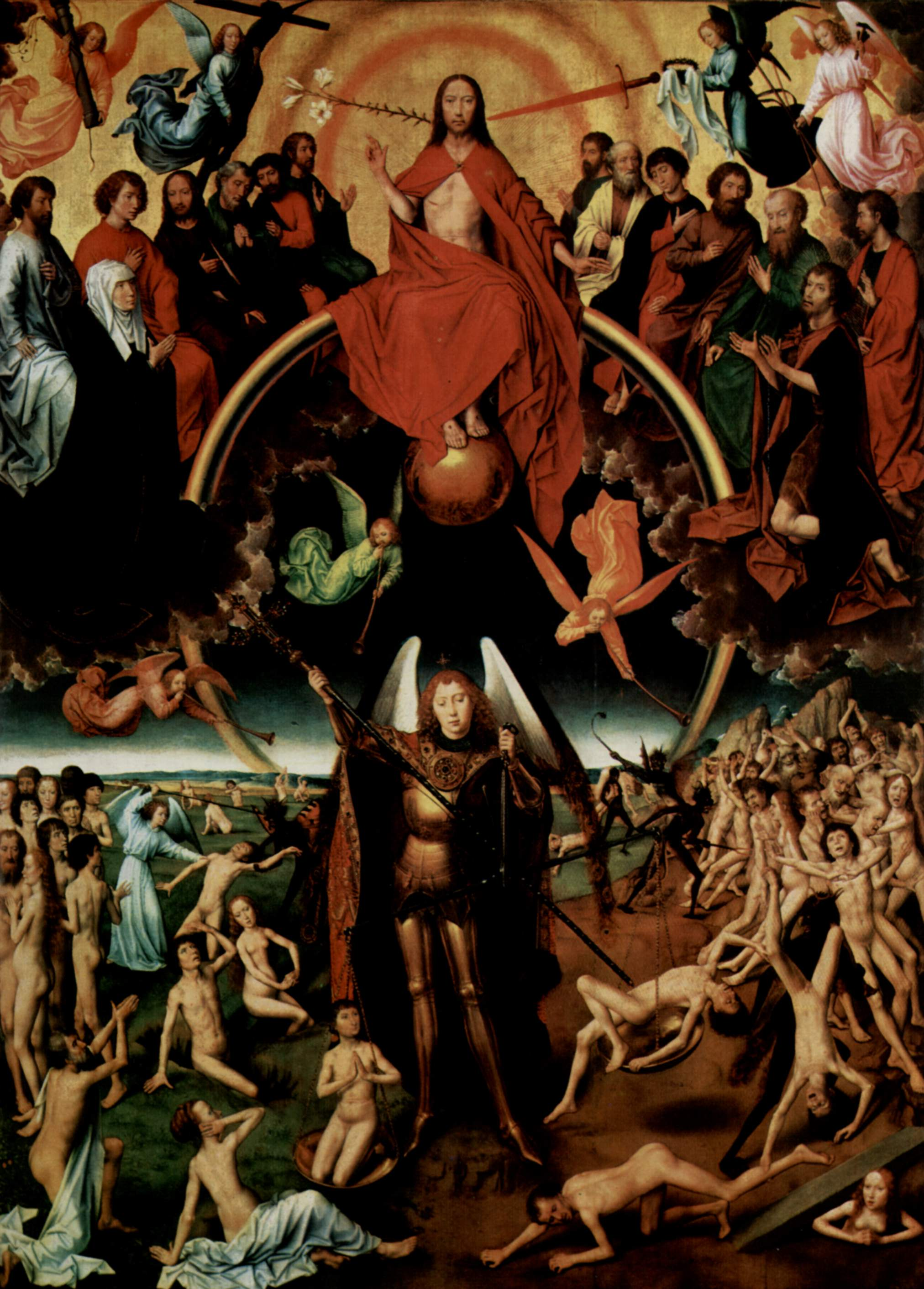
Das Jüngste Gericht von Hans Memling, vor 1472, Muzeum Narodowe, Danzig

Poussin bedient sich in der Komposition des Bildes der Ikonographie des Jüngsten Gerichts, ein Thema, das in der abendländischen Kunst seit der Spätantike in unzähligen Variationen ausgeführt worden ist, und an das sich der zeitgenössische Betrachter des Bildes erinnert haben dürfte.
Wie der in herrscherliches Rot gekleidete Weltenrichter auf Memlings Bild, dessen Kopf eine Lichtaura umstrahlt, richtet Solomon über Gut und Böse, über die Geretteten und die Verdammten.
Das Bild ist streng symmetrisch angelegt, die Fluchtlinien der breiten Marmorfliesen führen den Blick auf den Thron Salomons, der das ganze Bild dominiert. Durch konsequente Reduzierung von Personal und Beiwerk, wie sie noch in der Zeichnung vorhanden sind, wird eine Konzentration auf das Hauptgeschehen erreicht. Der in der Vorzeichnung entworfene Hintergrund mit der halbkreisförmigen Balustrade, die an eine mit Zuschauern bevölkerte Theaterloge erinnert, wurde auf eine ruhige große Fläche reduziert, die nur von zwei Blindfenstern und den beiden blauen Säulen, die den dunklen Thronraum flankieren, gegliedert wird. Auf diese Weise entsteht eine horizontale Teilung der Bildfläche in einen unteren Teil mit der dramatisch bewegten Gerichtsszene und der oberen ruhigen und klaren Bildfläche, in der in Erhabenheit der von der Menge entrückte Richter thront.
Eine weitere Konzentrierung entsteht durch die Verringerung der beteiligten Personen: Durch den Verzicht auf die beiden Soldaten, von denen einer die falsche Mutter zurückhalten will, und der andere bei der bevorstehenden Zerteilung des Kindes anpackt, wird die Aufmerksamkeit des Betrachters gezielt auf die beiden Frauen gelenkt. Durch eine räumliche Trennung der jetzt isolierten Frauen sind die drei Hauptfiguren in eine auffallende Dreieckskomposition eingebunden.

## Das Urteil des Salomon in der abendländischen Kunst
Das salomonische Urteil ist eine der bekanntesten biblischen Erzählungen. Das in der abendländischen bildenden Kunst in vielen Fassungen variierte Thema diente in der profanen Kunst als Beispiel für die Gerechtigkeit eines Herrschers oder einer Institution. Man findet es daher sowohl an Palästen, wie dem Dogenpalast in Venedig oder dem erzbischöflichen Palais in Udine, am Palais Edelmann in Olmütz, als auch an Rathäusern, wie dem Alten Rathaus in Wien, dem Rathaus in Amsterdam oder im Schwurgerichtssaal des Landgerichts Wuppertal. Aus der sakralen Kunst, wo es zum Bild göttlicher Gerechtigkeit wird, gibt es von der Spätantike bis in die Neuzeit zahlreiche Beispiele in der Buchmalerei, der Elfenbeinkunst, an Kathedralen (Chartres) sowie in der Freskomalerei barocker Kirchen.
Beispiele:

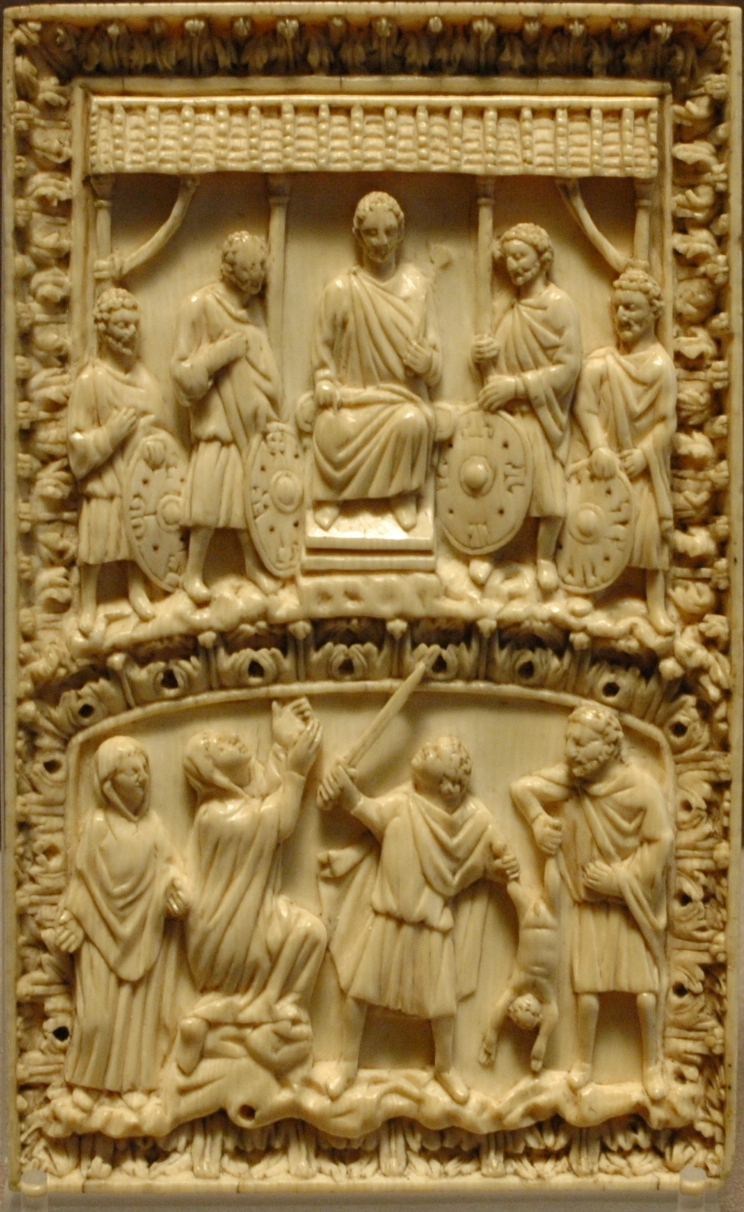
Deckel eines Codex, Elfenbein, 10.–11. Jh., Louvre, Paris
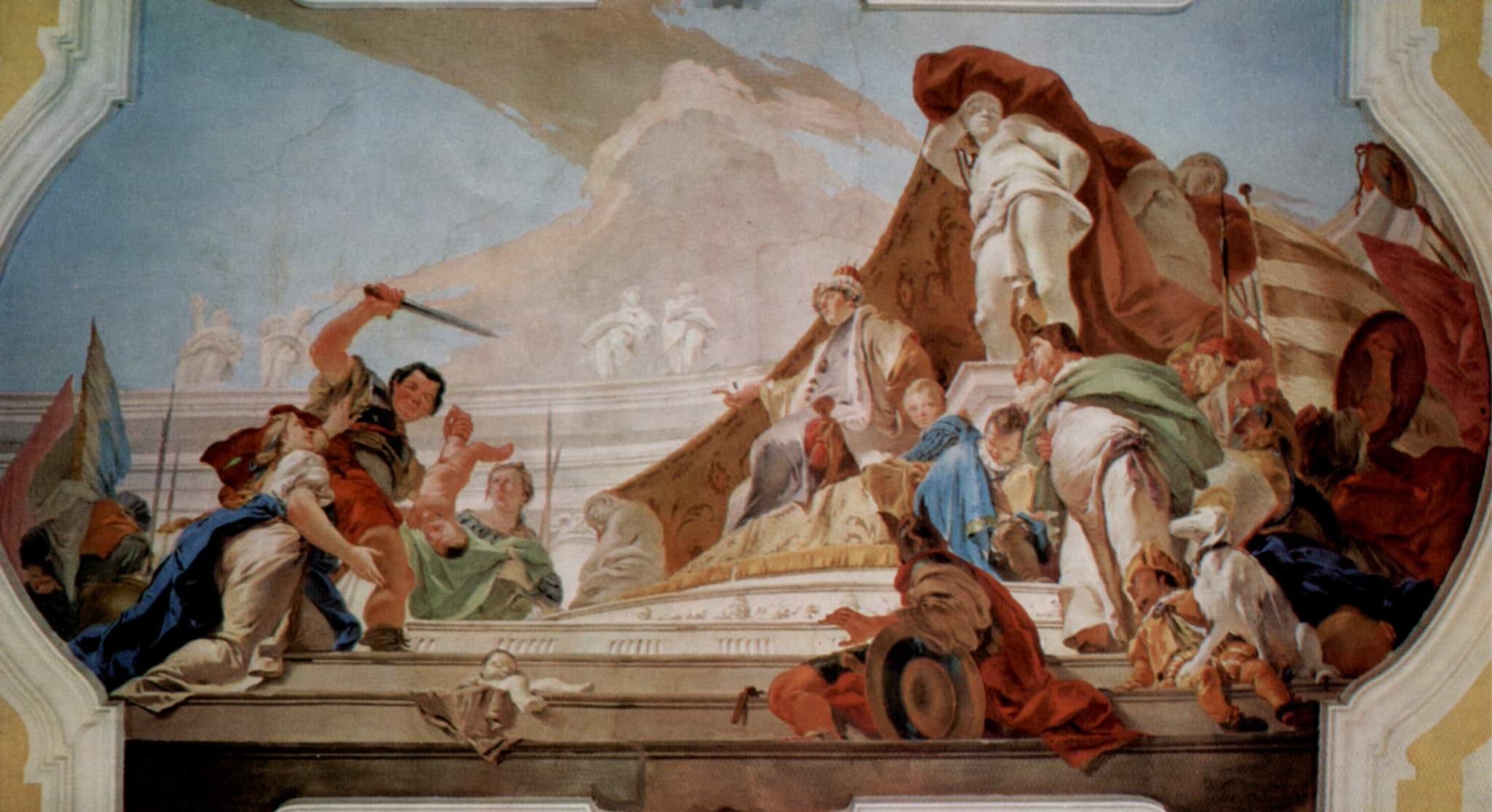
Giovanni Battista Tiepolo; Erzbischöfliches Palais in Udine, 1726–1728
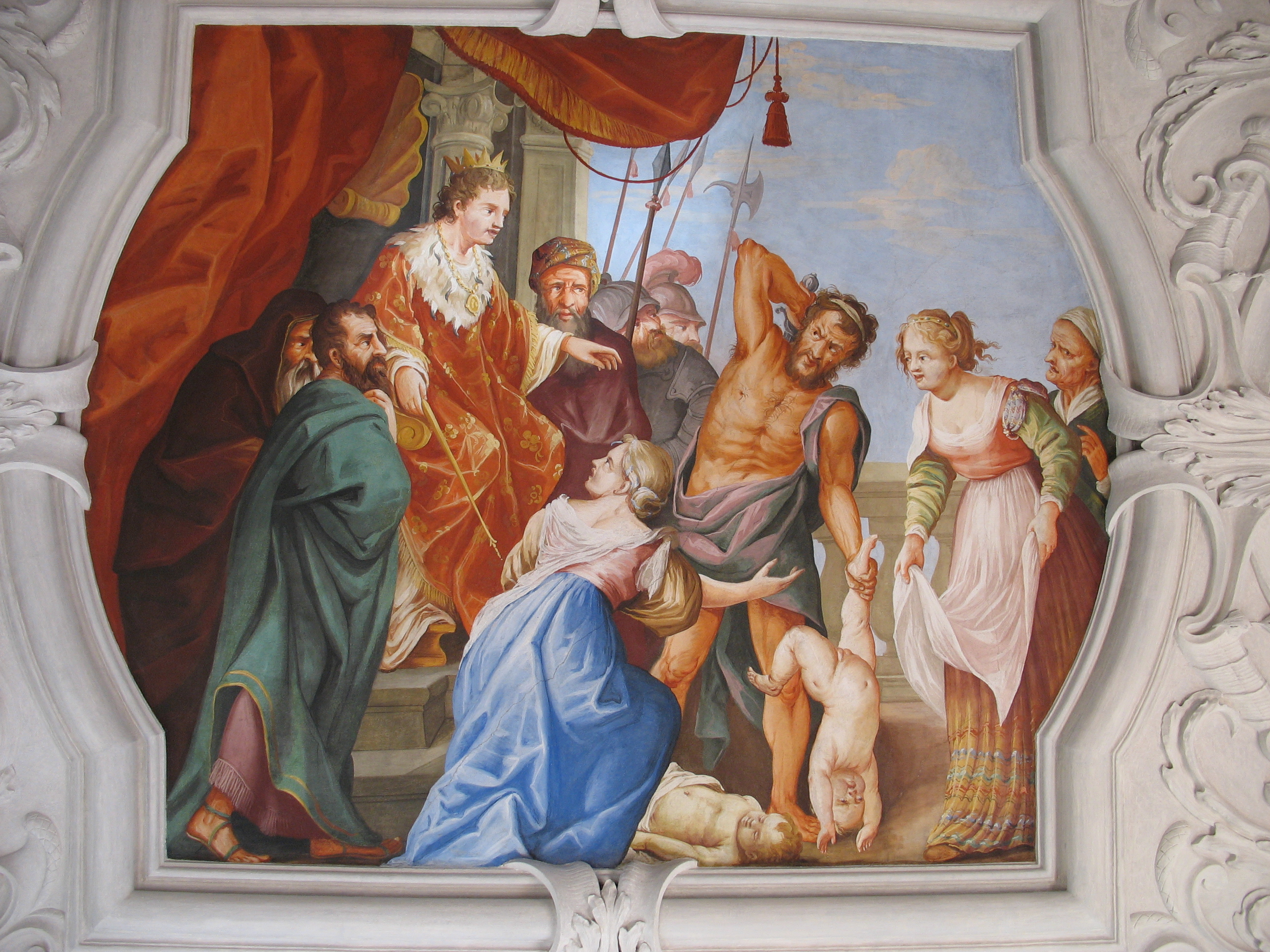
Deckenfresko im Herbergstrakt vom Pfarrhof Frauenberg an der Enns: Das Salomonische Urteil
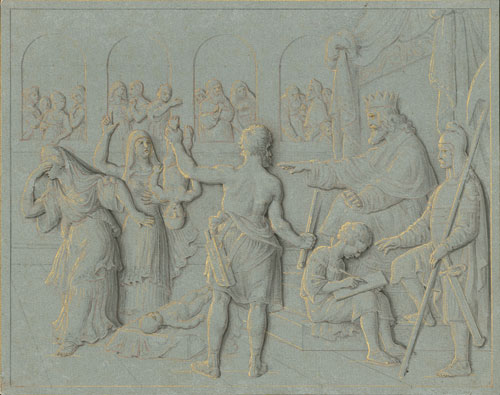
Johann Gottfried Schadow: Zeichnung, um 1837